# Jan Szamowski (kasztelan konarski łęczycki)
Jan Szamowski herbu Prus I (zm. po 2 września 1514) – kasztelan konarski łęczycki w latach 1485–1512, podstarości łęczycki w latach 1507–1516, burgrabia łęczycki, burgrabia brzeski, wicestarosta brzeski, wicestarosta sieradzki oraz wicestarosta łęczycki.

## Życiorys
Urodzony jako syn Michała Szamowskiego właściciela dóbr Szamowo oraz Katarzyny.
Przed 3 lipca 1481 został powołany przez wojewodę brzeskokujawskiego Piotra Dunina z Pratkowic i Ujazdu na urząd burgrabiego łęczyckiego; objął go po Piotrze „Polaku” Głogowskim z Głogowy i pełnił do 1 stycznia 1496. Od roku 1482 uczestniczył w życiu politycznym ziemi łęczyckiej, biorąc udział w miejscowych sejmikach. Ekspektatywę na kasztelanie konarską łęczycką otrzymał 10 grudnia 1484, a objął ją przed 2 lutego 1485, po śmierci Mikołaja Puczka z Nędzerzewa herbu Rola. W 1488 roku został oddelegowany do sądu królewskiego w sprawach granicznych, dotyczących dóbr monarszych, podobną funkcję pełnił też 2 maja 1502 i 23 lutego 1504. Na zjeździe w Piotrkowie w roku 1489 został wyznaczony na komisarza królewskiego w sprawie nagany szlachectwa wójta łęczyckiego Mikołaja z Leszczów przez kasztelana sieradzkiego Mikołaja Kurozwęckiego. W roku 1493 uczestniczył w sejmie walnym w Piotrkowie. Jako podstarości sieradzki występował w roku 1500, w okresie pełnienia urzędu starosty sieradzkiego przez Rafała Leszczyńskiego. Był posłem ziemi łęczyckiej na sejm piotrkowski 1504 roku. Uczestniczył w sejmie w Radomiu w roku 1505, a w latach 1504–6 był poborcą podatków w ziemi łęczyckiej. Zapewne z nominacji ówczesnego starosty łęczyckiego Mikołaja Gardziny-Lubrańskiego sprawował od roku 1507 funkcję podstarościego łęczyckiego.
Systematycznie powiększał swoje dobra ziemskie, wprowadzając Szamowskich do grona czołowych rodzin szlacheckich w ziemi łęczyckiej. Od króla Kazimierza Jagiellończyka otrzymał 12 maja 1487 przywilej na lokację na prawie niemieckim wsi Szamów i Wargawa Stara. Około roku 1492 nabył za 500 grzywien działy w Walewie od spadkobierców Jakuba Trojko z Walewa. Otrzymał od Jana Brużyckiego wieś Przezwiska w zamian za dział w Zagrobkach i dopłatę 600 grzywien. Odparł pretensje Mikołaja z Zalesia z ziemi sieradzkiej do wsi Uwielinek i Prądzew, posiadanych uprzednio przez siostrę Mikołaja, Annę, żonę miecznika łęczyckiego Adama z Parzęczewa. W latach 1506–7 pozyskał drogą zakupów i zamian z dopłatą działy we wsiach Kalinowa i Włosków od spadkobierców kasztelana brzezińskiego Andrzeja z Wroczyn. Pod koniec życia posiadał także wsie: Grabie, Siedlew, Osędowice, Skrzynki i Świniary. W roku 1513 zrezygnował z urzędu kasztelana konarskiego łęczyckiego na rzecz syna, Stanisława, który 3 czerwca tego roku otrzymał nominację królewską. Zmarł po 2 września 1514, mimo cesji na rzecz syna wystąpił wówczas po raz ostatni z tytułem kasztelana.